# Clarence (netwerk)
Het Clarence-netwerk (Frans: Réseau Clarence) was een Belgisch-Frans inlichtingennetwerk tijdens de Tweede Wereldoorlog, opgericht door Walthère Dewé.

## Geschiedenis
De oprichter Walthère Dewé was ingenieur in de telecommunicatie en werkte bij de RTT, die later Belgacom zou gaan heten. Hij werd in 1939 gecontacteerd door de Britse Secret Intelligence Service om een inlichtingennetwerk op te zetten. Hij richtte eerst het Corps d'Observation Belge (COB) op, bestaande uit Belgische zakenmensen. Onder dekking van hun commerciële connecties met Duitsland voerden deze agenten industriële spionage om de Duitse oorlogsvoorbereidingen te volgen.
In juni 1940, vanaf het begin van de Duitse bezetting van België, begon Dewé met het bespioneren van de Wehrmacht, samen met zijn naaste medewerker Hector Demarque. Demarques oorlogsnaam was "Clarence" en naar deze naam heeft Dewé het netwerk vernoemd. De eerste vergadering van de Raad van Bestuur vond plaats in Elsene bij een voormalig lid van het oude Dame Blanche-netwerk, de 75-jarige Thérèse de Radiguès.

## Structuur
Er bestonden drie persoonlijke niveaus. Men begon als helper voor hand-en-spandiensten, daarna werd men lid en na verloop van tijd agent. Daarvoor moesten de leden een eed afleggen, waarmee zij zich aan de groep bonden voor de hele duur van de oorlog.
Het netwerk werd van bovenaf georganiseerd volgens het model van het Dame Blanche-netwerk uit de Eerste Wereldoorlog. Het bestond uit een stuurgroep, negen provinciale sectoren, een mobiele sector en een sector voor Frankrijk. De provinciale sectoren waren onderverdeeld in secties, subsecties en cellen. Het had een gesloten celstructuur, ook cloisonnement genoemd. Een lid kende alleen de persoon boven hem (of haar) en de personen onder hem of haar. Men mocht geen lid zijn van meerdere verzetsgroepen, men mocht niet verschillende soorten van verzetsactiviteiten ontplooien. Hoe minder de leden wisten, hoe veiliger dat was voor de hele groep. Het was immers nooit uitgesloten dat de Abwehr een lid zou oppakken dat door martelingen tot bekentenissen zou overgaan. En wat men niet weet, kan men ook niet verder vertellen. Wegens het strikte principe van de cloisonnement weigerde het inlichtingennetwerk Clarence, steun te geven aan ontsnappingslijnen voor vluchtelingen. Het netwerk Luc-Marc deed dit wel, zowel voor Franse vluchtelingen als voor 'piloten' van de Royal Air Force. Er waren ook mensen, die die regel omzeilden, doordat de één bijvoorbeeld bij Clarence was en de ander bij Luc-Marc. Dit was het geval bij twee monniken van de Abdij van Val-Dieu.

## Activiteiten
De voor de SIS interessante inlichtingen, die Clarence kon leveren, waren vooral bewegingen van de Duitse troepen. Die vonden voornamelijk plaats over het spoor en de grote wegen. Die observaties begonnen al tijdens de 18-daagse veldtocht (de tijd tussen het begin van de Duitse invasie op 10 mei 1940 tot aan de capitulatie van de Belgische troepen). Het treinverkeer tussen Duitsland en België passeerde (en passeert) bijna altijd het knooppunt Visé (Nederlands: Wezet) waar twee belangrijke lijnen elkaar kruisen, met elkaar verbonden door een lus:
- lijn 24 vanuit Aken via Montzen, die bij station Visé-Haut de Maas over een hoog viaduct overstak en van daar doorliep naar Tongeren en verder België in
- lijn 40 met het station Visé-Bas, vanuit het Ruhrgebied via Venlo en Maastricht naar Luik.[6]

De transporten over de weg moesten eveneens worden geobserveerd en ook hier speelde het grensoverschrijdend verkeer met Duitsland een centrale rol. De belangrijkste grensovergang voor spoor- en wegverkeer lag bij Welkenraedt, westelijk van Eupen. (Eupen was in die tijd bij Duitsland ingelijfd.)
In het begin was het moeilijk berichten door te geven, omdat er geen goede verbinding met Londen was. Berichten moesten in morsecode met een sleutel worden ingevoerd en dat moest zo snel mogelijk gaan, vanwege het gevaar, gepeild te worden. Maar goede want snelle telegrafisten waren nog niet opgeleid en de weinige zenders moesten voortdurend van de ene plaats naar de andere worden gebracht, eveneens om peilingen te bemoeilijken. Maar in januari 1941, dankzij parachutedroppingen van meer en betere radiozenders, werd de verbinding met Londen definitief gevestigd. Het netwerk kon 872 radioberichten verzenden, 163 rapporten met inbegrip van kaarten, tekeningen en foto's en 92 brieven die via Frankrijk en Spanje naar Engeland werden gestuurd. Niettegenstaande de dood van Dewé op 14 januari 1944 (die op straat werd doodgeschoten) bleef het netwerk operationeel tot het einde van 1944.
Claude Dansey, hoofd van de SIS, verklaarde aan het einde van de oorlog dat door de kwaliteit en hoeveelheid van berichten en documenten het Clarence-netwerk de eerste plaats innam onder de militaire inlichtingennetwerken van alle bezette gebieden in Europa.

## Gesneuvelden
Lijst van maisondusouvenir.be 
- Walthère Dewé, de oprichter van de dienst Clarence
- Pastoor Paul Firket Gefusilleerd in Beverlo op 25 oktober 1942.
- Nicolas Doyen Gefusilleerd in Beverlo op 25 oktober 1942.
- Jules Goffin uit ’s-Gravenvoeren. Gefusilleerd op 9 oktober 1943 in Utrecht.
- Raymond Dorkens uit Bressoux. Gefusilleerd op 30 juni 1943.
- Pater Karel Jacobs uit Val-Dieu. Gefusilleerd op 9 oktober 1943.
- Théophile Dewil uit Oostende. Gefusilleerd in Gent op 9 december 1942.
- Madeleine Dewé Gestorven in Ravensbrück
- Marie Dewé.
- Emile De Beer uit Ukkel. Gefusilleerd in Brussel op 17 december 1943.
- Pater Paul Désirant. Gefusilleerd in Luik op 31 augustus 1943.
- Marcel Verhamme uit Brussel. Gefusilleerd op 16 november 1943.
- Jean Bastin uit Marbehan. Gefusilleerd op 12 juli 1944.
- Frans Lenaerts uit Nylen. Gefusilleerd op 17 december 1943.
- Romain Ballieul uit Oostende. Op 22 november 1941 op zee doodgeschoten.
- Jean Van Ooteghem uit Antwerpen. Gestorven in dienst op 7 september 1944.
- Georges Pinon uit Seilles. Gestorven in dienst op 7 augustus 1944.
- Maurice Seys. Politie commissaris uit Oostende. Gestorven in het kamp Ellerich (Buchenwald).
- Ridder Jean de Moreau d'Andoy. Leider van de sektor Namen van de dienst Clarence. Gestorven in concentratiekamp Mittelbau-Dora op 5 december 1944.
- Léon Calmeau uit Marche-en-Famenne. In gevangenschap gestorven.
- Frans Kennes uit Stavelot. Lid van COB 1939-1940. Gestorven in Groß-Rosen in januari 1945.
- Elisabeth Plissart uit Brussel. In gevangenschap gestorven.
- Jacques Bertels uit Hasselt. In gevangenschap gestorven.
- Berthe Morimont uit Luik. In gevangenschap gestorven.
- Victor Janssens uit Luik. In gevangenschap gestorven.
- Ernest Gilain uit Luik. Stierf als gevolg van zijn gevangenschap op 16 maart 1944.
- Charles Henri Lammers uit Sint-Truiden. Stierf als gevolg van zijn gevangenschap.
- Ernest Jacob uit Plombières (Blieberg). In gevangenschap gestorven.
- Emile Buzin uit Dinant. Gestorven in Buchenwald op 20 januari 1945.
- Robert Fabry uit Berchem-Antwerpen. In gevangenschap gestorven.
- Léon Lambert uit Luik. In gevangenschap gestorven.